# زمزيران
زمزيران هي قرية في مقاطعة سردشت، إيران. يقدر عدد سكانها بـ 198 نسمة بحسب إحصاء 2016.